# Choi Jong-hoan
Đây là một tên người Triều Tiên, họ là Choi.
Choi Jong-hoan (hay Choi Jong-hwan, tiếng Hàn: 최종환; sinh ngày 12 tháng 8 năm 1987) là một cầu thủ bóng đá Hàn Quốc hiện tại thi đấu cho Incheon United. Ban đầu là tiền vệ tấn công, anh chuyển sang hậu vệ phải.